# Rio Neiva
O Rio Neiva é um rio de Portugal que nasce na Serra do Oural, na freguesia de Godinhaços, no município de Vila Verde, e desagua entre Castelo do Neiva (freguesia situada na margem direita), 8 Km a sul de Viana do Castelo, e Antas (situada na margem esquerda).
A bacia hidrográfica do rio Neiva está situada entre as dos rios Lima e Cávado.
Passa por terras do município de Vila Verde (freguesias de Godinhaços, Pedregais, Duas Igrejas, Goães e Arcozelo); do município de Ponte de Lima (freguesias de Anais, Calvelo, Vilar das Almas e Sandiães); do município de Barcelos (freguesias de Panque, Cossourado, Balugães, Aguiar, Durrães, Tregosa e Fragoso); do município de Esposende (freguesias de Forjães e Antas); e do município de Viana do Castelo (freguesias de Carvoeiro, Barroselas, Alvarães, São Romão do Neiva, e Castelo do Neiva).
Os afluentes mais importantes são, na margem direita, o rio Nevoinho, que nasce em Fojo-Lobal, passandos por terras de Cabaços, Piães, Navió, e Poiares, no concelho de Ponte de Lima e um sub-afluente, o Pombarinhos, que nasce em Gormande, no mesmo concelho, e passa por terras de Cabaços, Friastelas, Freixo e Poiares e que tem a sua confluência junto do rio Neiva no Lugar de Entre-rios.
Na margem esquerda há dois afluentes importantes que vêm do lado do monte de São Gonçalo e que desaguam no rio Neiva, na freguesia de Fragoso. Um dos dois afluentes da margem esquerda chama-se o rio de pias que nasce em Fragoso passando por terras como Palme, Aldreu e Forjães, desaguando no estremo de fragoso. O outro afluente chama-se São Vicente e percorre a freguesia de Fragoso de São Gonçalo até ao Rio Neiva. Por estranho que pareça estes dois fluentes nascem na mesma nascente e desaguam no Rio Neiva distantes um do outro aproximadamente (cinquenta metros a cem metros).
Os restantes afluentes são ribeiros que secam sempre no Verão.

## Etimologia
Encontramos na obra De Chorographia de Pompónio Mela, géografo romano da primeira metade do século I d.C. uma referência ao rio Nebis sendo tudo indica o antigo nome do rio Neiva. 

## Ecomuseu do Rio Neiva
Em março de 2021, foi anunciado que o município de Barcelos vai criar o Ecomuseu do Rio Neiva para congregar os elementos materiais, tecnológicos e as vivências sociais e culturais daquele vale.
O projeto tem duas fases, a primeira consiste no lançamento das bases do ecomuseu, incluindo a criação de uma comissão instaladora, a inventariação do património material e imaterial do Vale do Neiva e a criação de suportes digitais (escritos e audiovisuais) sobre o património inventariado. A segunda fase do projeto consistirá na criação de um espaço físico para a sede do ecomuseu.